# توماس هارلان
توماس هارلان (بالألمانية: Thomas Harlan)‏ هو كاتب ومخرج ألماني، ولد في 19 فبراير 1929 في برلين في ألمانيا، وتوفي في 16 أكتوبر 2010 في بيرتشسغادن في ألمانيا.

## وصلات خارجية
- توماس هارلان على موقع IMDb (الإنجليزية)
- توماس هارلان على موقع مونزينجر (الألمانية)
- توماس هارلان على موقع ألو سيني (الفرنسية)
- توماس هارلان على موقع أول موفي (الإنجليزية)
- توماس هارلان على موقع قاعدة بيانات الأفلام السويدية (السويدية)
- توماس هارلان على موقع ديسكوغز (الإنجليزية)
- توماس هارلان على موقع قاعدة بيانات الفيلم (الإنجليزية)
- توماس هارلان على موقع كينوبويسك (الروسية)